# Hypoxylon gilbertsonii
Hypoxylon gilbertsonii är en svampart som beskrevs av Y.M. Ju & J.D. Rogers 1996. Hypoxylon gilbertsonii ingår i släktet Hypoxylon och familjen kolkärnsvampar.   Inga underarter finns listade i Catalogue of Life.